# Andrea Prader

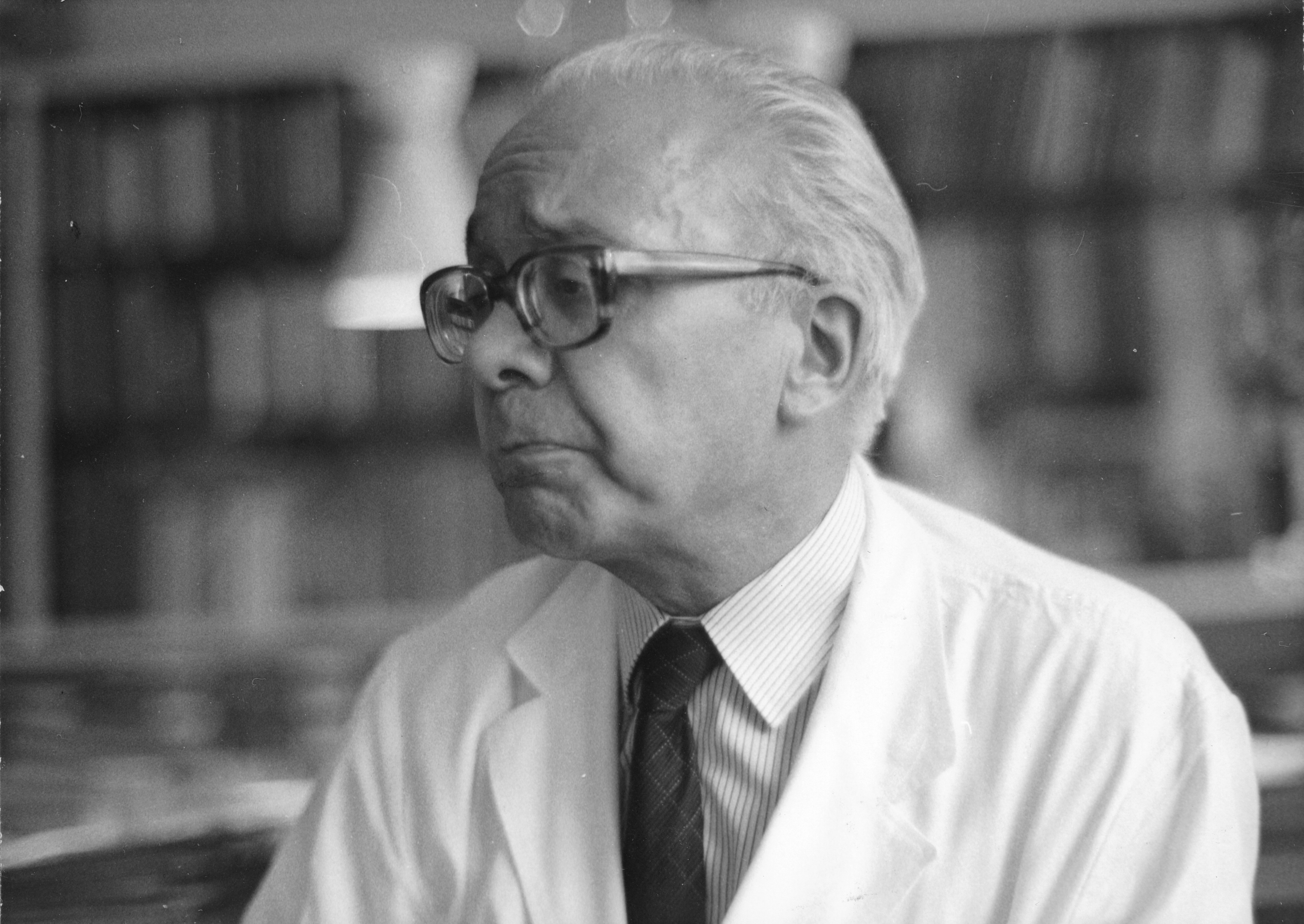
Andrea Prader, ca. 1977

Andrea Prader (* 23. Dezember 1919 in Samedan, Graubünden; † 3. Juni 2001 in Zürich) war ein Schweizer Kinderarzt und Endokrinologe.

## Leben
Andrea Prader besuchte die Grundschule und das Gymnasium in Zürich. Anschließend studierte er an der dortigen Universität Medizin. Nach Abschluss des Studiums 1944 bekam er 1947 eine Anstellung als Assistenzarzt am Kinderspital Zürich. 1950 erlangte er die Facharztbezeichnung Pädiatrie. Er setzte seine Studien am Bellevue Hospital in New York fort. Prader habilitierte sich 1957 und wurde 1962 auf den Lehrstuhl für Pädiatrie und als Nachfolger von Guido Fanconi zum Leiter des Kinderspitals berufen. Diese Position hatte er bis 1986 inne.

## Forschungsgebiete
Prader machte grundlegende Studien zum Wachstum und zur Entwicklung gesunder Kinder. Seine Forschungsinteressen erstreckten sich dabei auf endokrinologische Krankheiten, Störungen des Stoffwechsels, medizinische Genetik und die Pathophysiologie der Steroid-Synthese. 
Sein Name ist untrennbar mit dem zusammen mit Heinrich Willi nach ihm benannten Prader-Willi-Syndrom – einer angeborenen Erbkrankheit mit angeborener Muskelschwäche, geistiger Entwicklungsverzögerung und Fettsucht – verbunden. Nach ihm ist eine klinische Klassifikation der Intersexualität auf der Basis seiner Habilitationsschrift benannt.
Außerdem entwickelte er das sogenannte Orchidometer zur Messung der Hodengröße. Darüber hinaus war er an der Entdeckung der erblichen Hereditären Fruktoseintoleranz und des Pseudo-Vitamin-D-Mangels beteiligt. 1962 und 1971 war er Präsident der Europäischen Gesellschaft für Pädiatrische Endokrinologie. Von 1972 bis 1974 war Andrea Prader Präsident der Schweizerischen Gesellschaft für Pädiatrie, deren Ehrenmitglied er später auch wurde.

## Ehrungen und Auszeichnungen
Prader war seit 1968 Mitglied der Deutschen Akademie der Naturforscher Leopoldina. Die Ehrendoktorwürde wurde ihm von der Universität Tokushima (1981), der Johann Wolfgang Goethe-Universität Frankfurt am Main, der Universität Lyon (je 1987) und der Universität Saragossa (1988) verliehen. Außerdem erhielt er 1966 den Otto Naegeli-Preis, 1969 die Medaille der Universität Turku, 1981 die Berthold-Medaille der Deutschen Gesellschaft für Endokrinologie, 1985 die Aschoff-Medaille der Medizinischen Gesellschaft Freiburg sowie 1988 den Otto-Heubner-Preis der Deutschen Gesellschaft für Kinder- und Jugendmedizin.
Die Europäische Gesellschaft für Pädiatrische Endokrinologie (ESPE) vergibt einen Andrea-Prader-Preis als ihre höchste Auszeichnung.

## Werke (Auswahl)
- Intersexualität … Springer-Verlag, 1957. 402 S. Habilitationsschrift, Zürich
- Beitrag zur Kenntnis der Entwicklung der Chorda dorsalis beim Menschen. A. Kundig, Genève 1945.  34 S. Dissertation Mediz. Fakultät Universität Zürich